# Palazzo Taddei
Palazzo Taddei si trova a Firenze in via de' Ginori 15.

## Storia
Il Vasari racconta che Baccio d'Agnolo costruì per Taddeo Taddei una casa "comodissima e bella", dove i Taddei possedevano diverse case. I Taddei si erano arricchiti col commercio della lana ai primi del Quattrocento, associandosi anche ai Medici.
Taddeo Taddei fu l'esponente più importante della famiglia, in contatto con le grandi personalità della sua epoca, come Raffaello, Pietro Bembo e Michelangelo. L'ospitalità di Raffaello Sanzio proprio nel suo palazzo è ricordata da una targa sulla casa al numero 17, probabilmente apposta nel luogo errato, perché pare che il pittore avesse risieduto proprio nel Palazzo Taddei, nonostante anche quella casa fosse appartenuta ai Taddei, così come l'attiguo palazzo al 19 detto poi palazzo Tolomei-Biffi.
Per ringraziamento del soggiorno Raffaello lasciò due splendidi dipinti a Taddeo, la Madonna del Prato del Kunsthistorisches Museum di Vienna e la Sacra Famiglia della National Gallery of Scotland, mentre Michelangelo scolpì per lui il Tondo Taddei oggi alla Royal Academy di Londra.
Questo palazzo fu venduto nel 1542 a Giovanni Giraldi, marito di Argentina Guicciardini. Tra Seicento e Settecento i Giraldi ampliarono il palazzo, soprattutto al piano nobile, dove venne creata una terrazza per raccordare le due ali. A più riprese vennero affrescate le sale interne, da artisti del calibro del Volterrano, Ranieri del Pace, Matteo Bonechi e Giovanni Domenico Ferretti. L'"orto" al pian terreno invece venne destinato a rimessa per le carrozze.
Nel 1789 la famiglia Giraldi si estinse, ma la vedova dell'ultimo della famiglia lasciò il palazzo al nipote Antonio Pecori, dando origine alla famiglia Pecori Giraldi. I suoi discendenti possedettero il palazzo per poco e nella prima metà dell'Ottocento venne venduto al ricco israelita Levi, al quale si deve lo spostamento del tabernacolo di Antonio Sogliani, commissionato da Antonio Taddei, su una casa vicina (quella al numero 17). Questo spostamento ha generato negli studi del XX secolo numerosi equivoci tra quale fosse il vero palazzo di Taddeo Taddei, se questo o il palazzo Tolomei Biffi posto oltre via Taddea.
Nel 1847 l'edificio venne acquistato da Lorenzo Ginori Lisci, interessato ad ampliare le proprietà familiari attorno al proprio palazzo Ginori. Oggi appartiene ancora ai suoi discendenti.

## Descrizione
La semplice facciata si ispira ai modelli quattrocenteschi, con due ordini di finestre centinate con cornici in pietra a raggiera, su cornici marcapiano, intervallate da campiture di nudo intonaco. Al piano terra si trova in posizione centrale con una cornice in pietra analoga a quella delle finestre e alcuni portali rettangolari per botteghe, forse aggiunti in seguito. Gli spigoli del palazzo sono sottolineati dal bugnato liscio che si fa via via meno spesso e più regolare via via che procede l'altezza.
Dopo l'androne, chiuso da un'elegante cancellata in ferro battuto con lo stemma Ginori, si arriva allo spazioso cortile, oggi chiuso da un lucernario e vetrate di interstizio ed occupato da un esercizio commerciale. Il cortile è porticato su due lati e le arcate a tutto sesto sono sostenute da colonne in pietra serena, con capitelli decorati da semplici rosette. Una copia del Tondo Taddei michelangiolesco si trova appesa a una parete.
Al giorno d'oggi una parte del cortile al pianterréno è occupato dalla casa editoriale Casa musicale Ceccherini.
Al primo piano si trova l'accademia musicale, fondata dal musicista e compositore Eric Buffat, Florence Academy.

## Galleria d'immagini

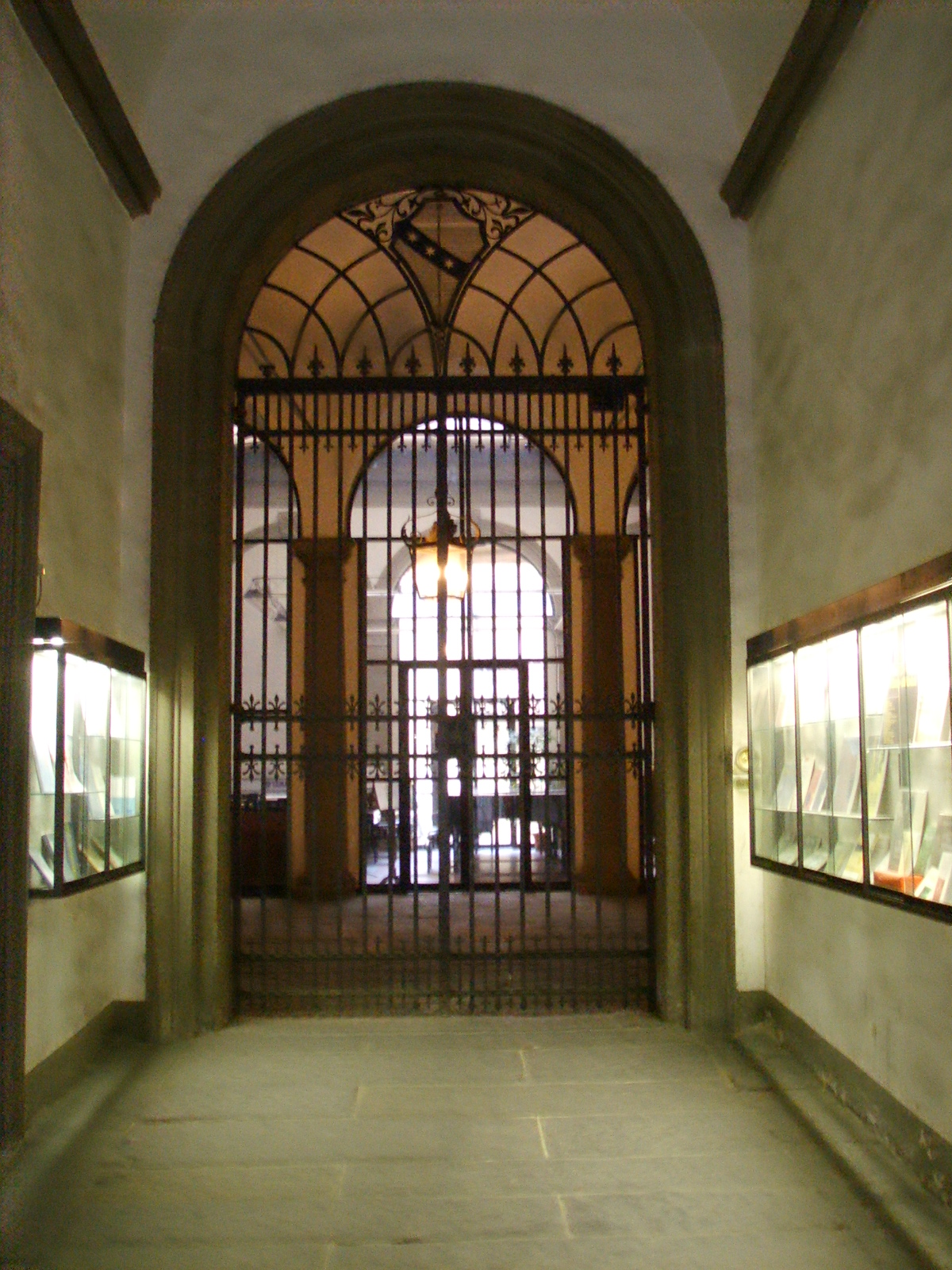
Vano d'ingresso
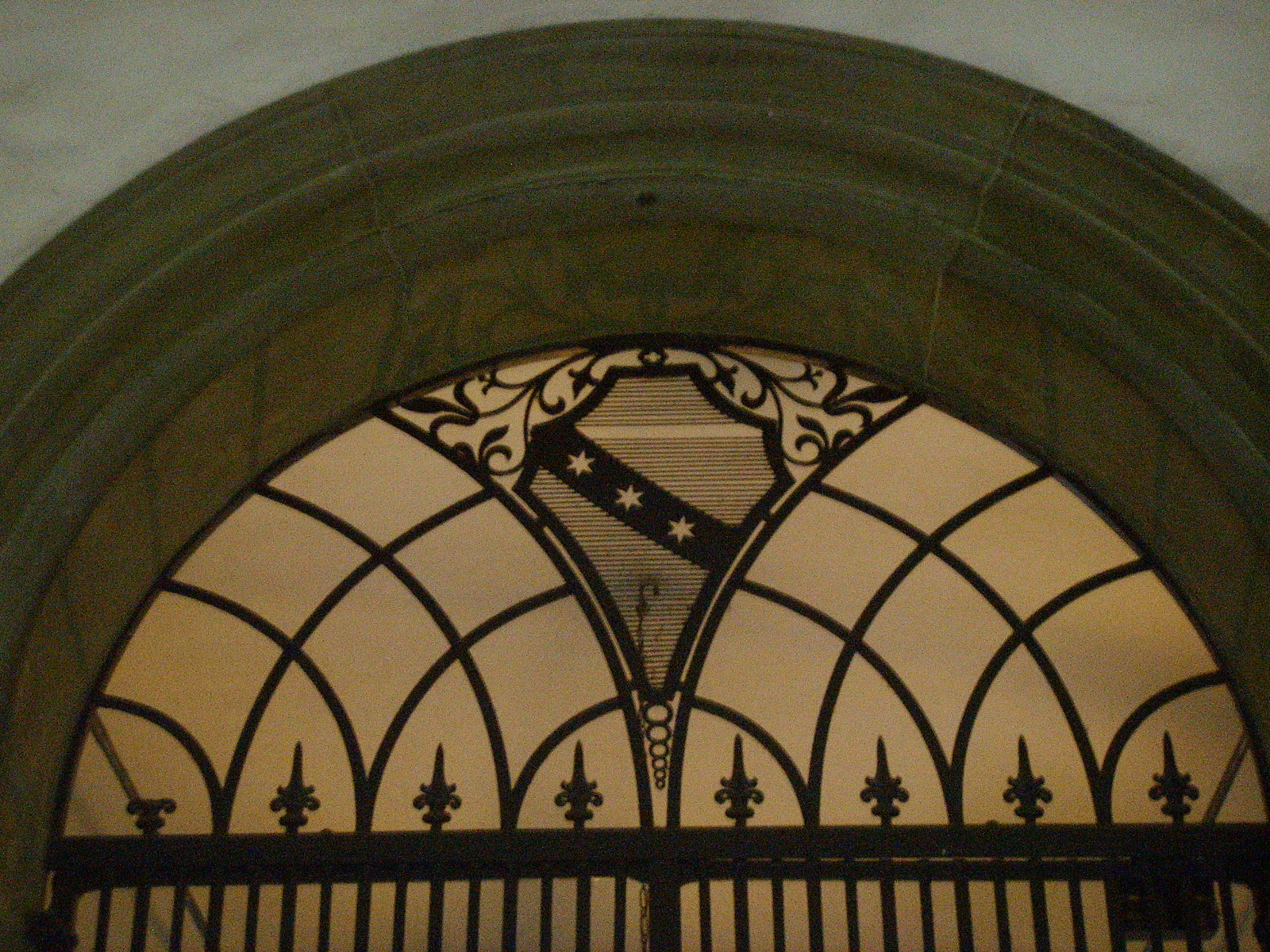
Lo stemma Ginori sulla cancellata
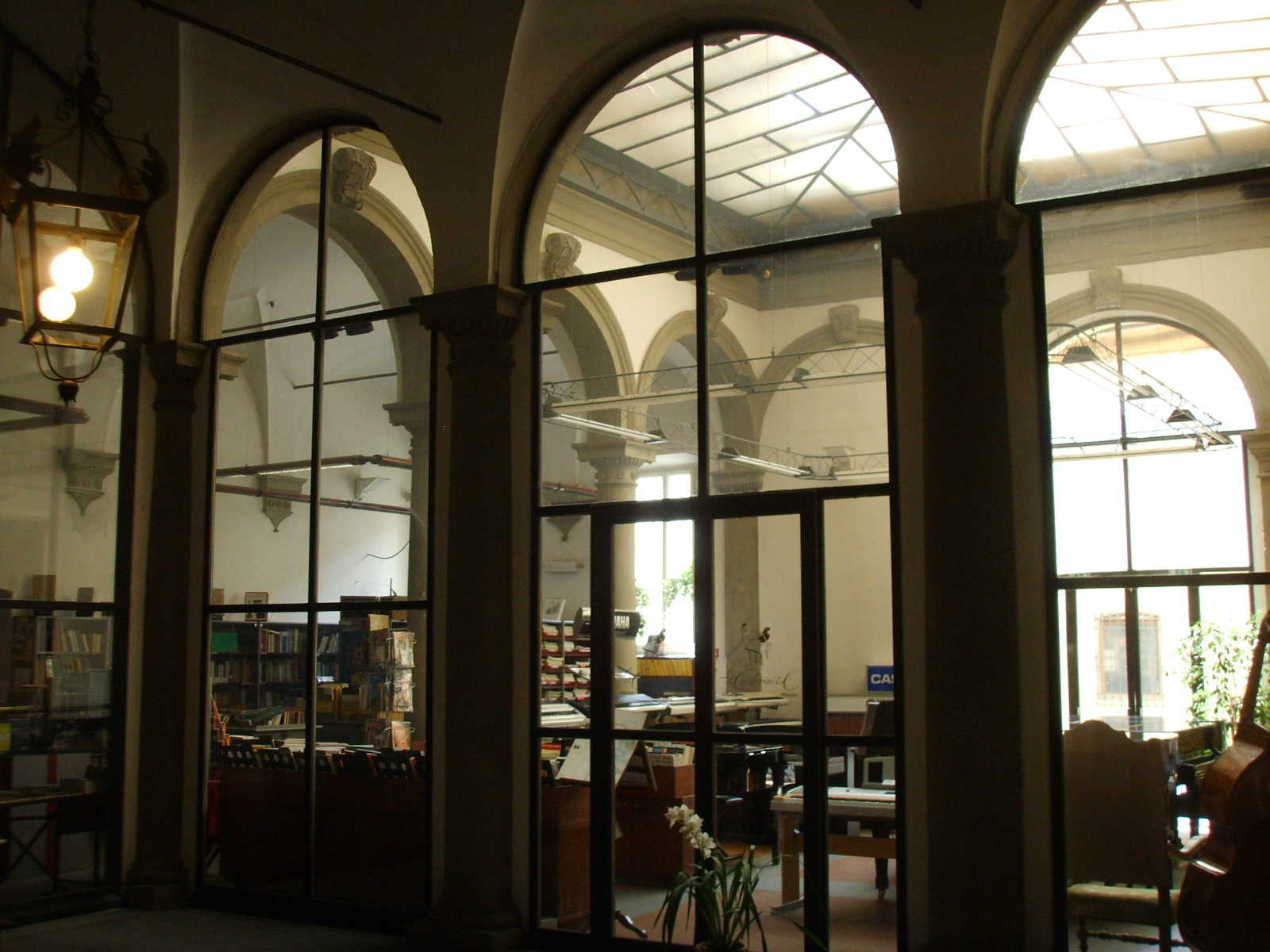
Il cortile chiuso da vetrate
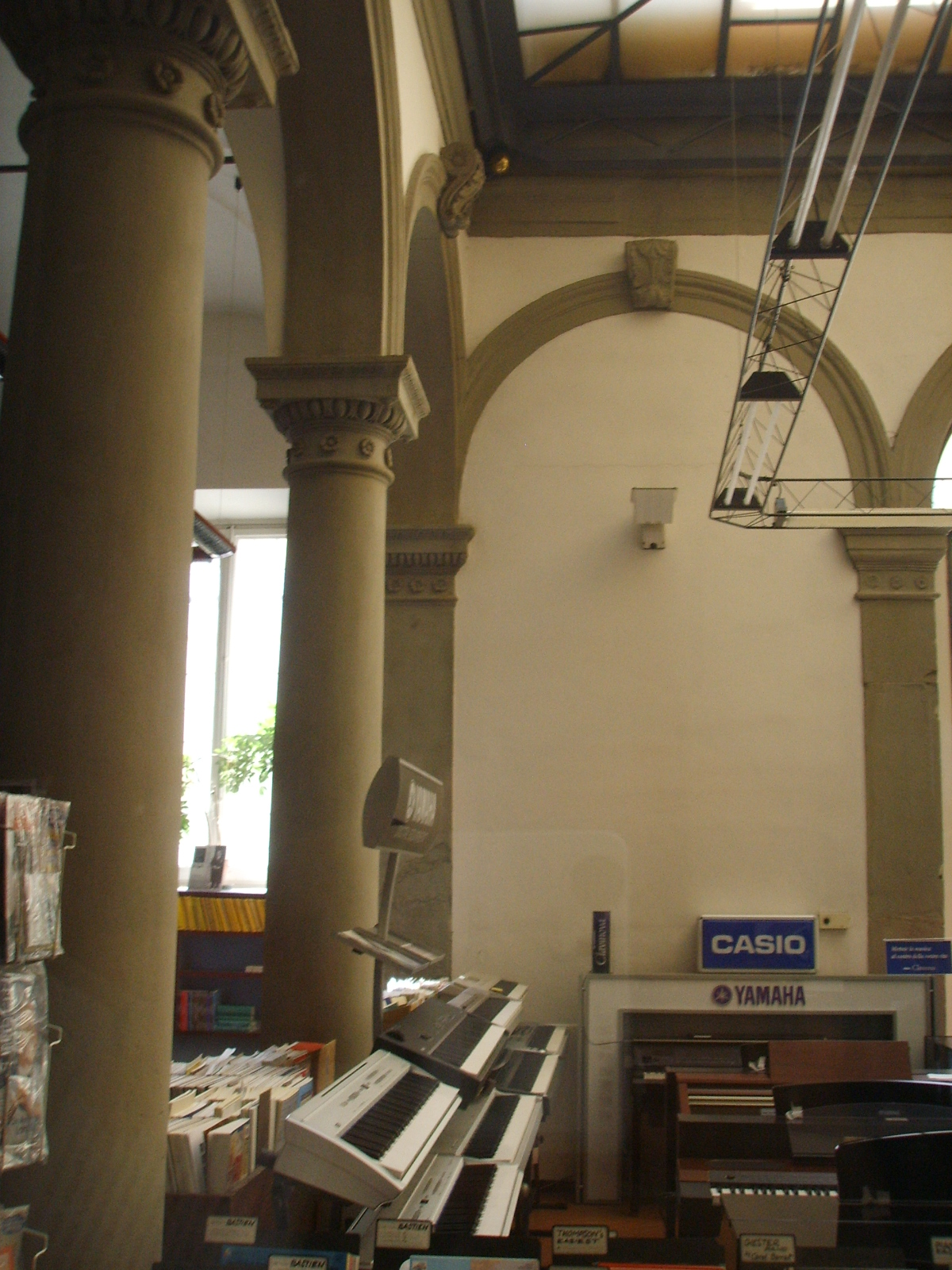
Il cortile